# 과슈

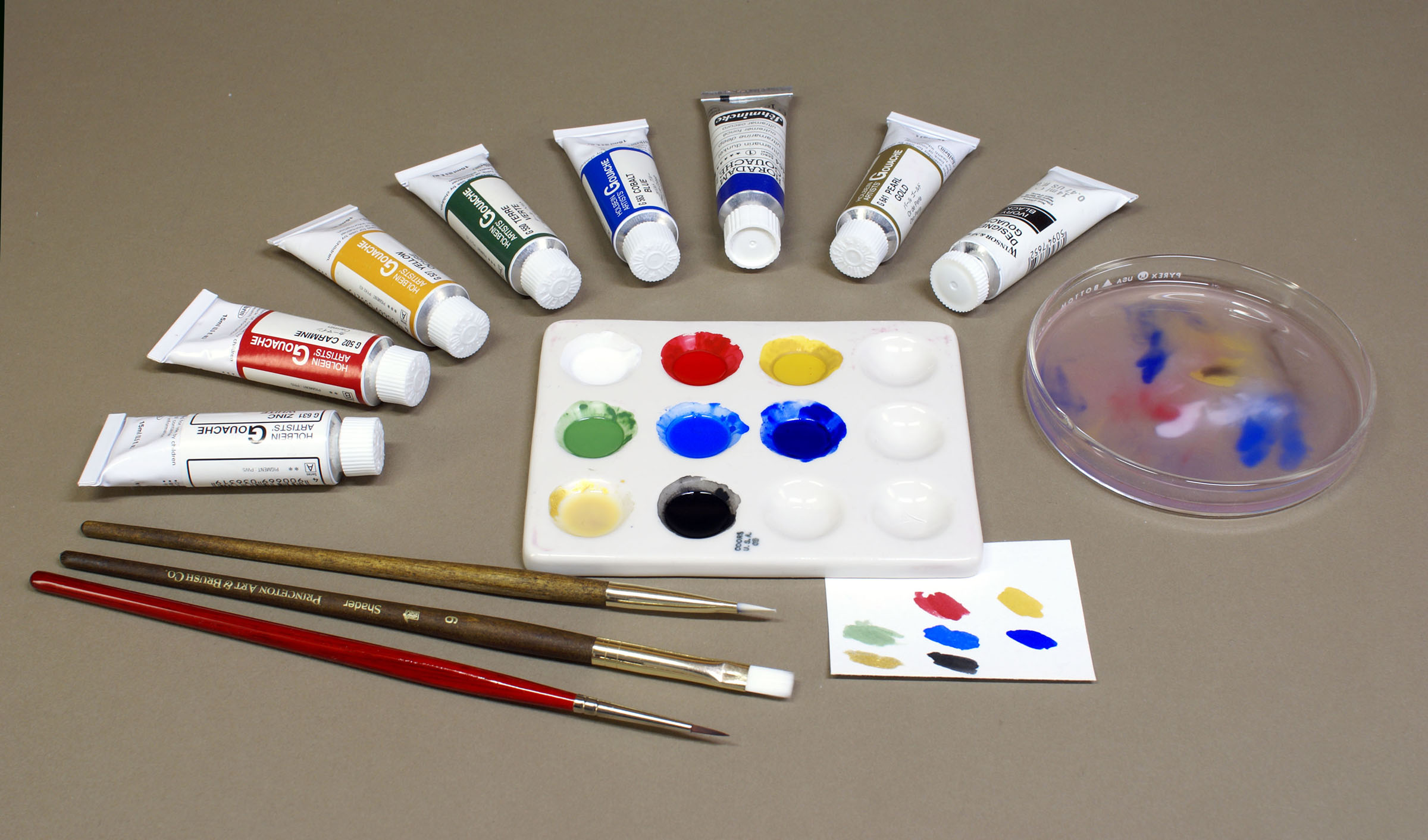
과슈 페인트는 다양한 색상이 있으며 일반적으로 원하는 작업 특성을 얻고 건조 시 불투명도를 조절하기 위해 물과 혼합된다.

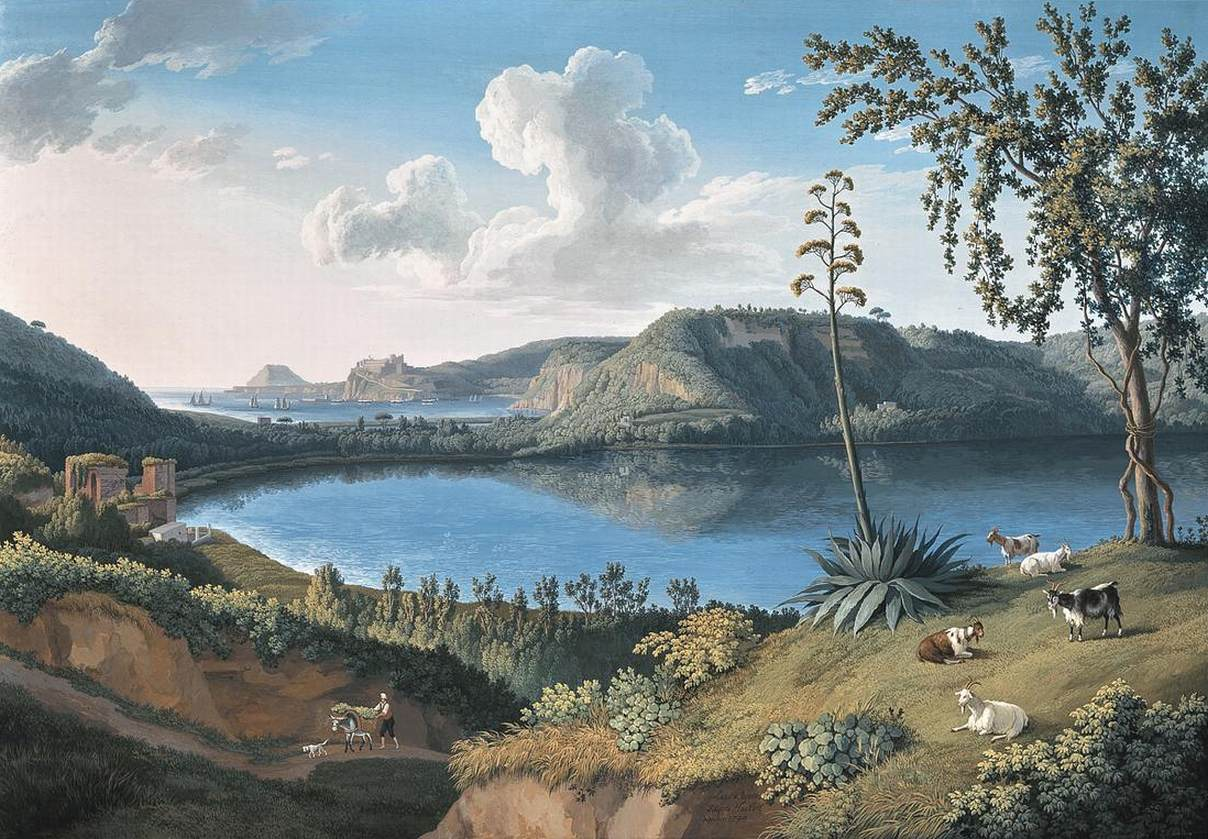
1794년 그림 아베르누스호

과슈(Gouache, 구아슈, /ɡuˈɑːʃ, ɡwɑːʃ/; 프랑스어: [ɡwaʃ]) 또는 바디 컬러(body color, 체색)는 천연 색소, 물, 결합제(보통 아라비아검 또는 덱스트린), 그리고 이따금은 추가 불활성 물질로 구성된 수성 페인트이다. 과슈는 불투명하게 디자인되었다. 과슈는 적어도 12세기 동안 사용되어 온 오랜 역사를 가지고 있다. 포스터, 일러스트레이션, 만화 및 기타 디자인 작업을 위해 상업 예술가가 가장 일관되게 사용한다.
과슈는 다시 적시고 건조하여 무광택 마감 처리가 가능하고 페인트가 종이 지지대에 스며들 수 있다는 점에서 워터컬러(water color)와 유사하다. 일반적으로 불투명한 페인팅 스타일에 사용되며 표면층을 형성할 수 있다는 점에서 아크릴 또는 유성 페인트와 유사하다. 많은 수채화 물감 제조업체에서도 과슈를 생산하며 이 두 가지를 쉽게 함께 사용할 수 있다.